# Sushi

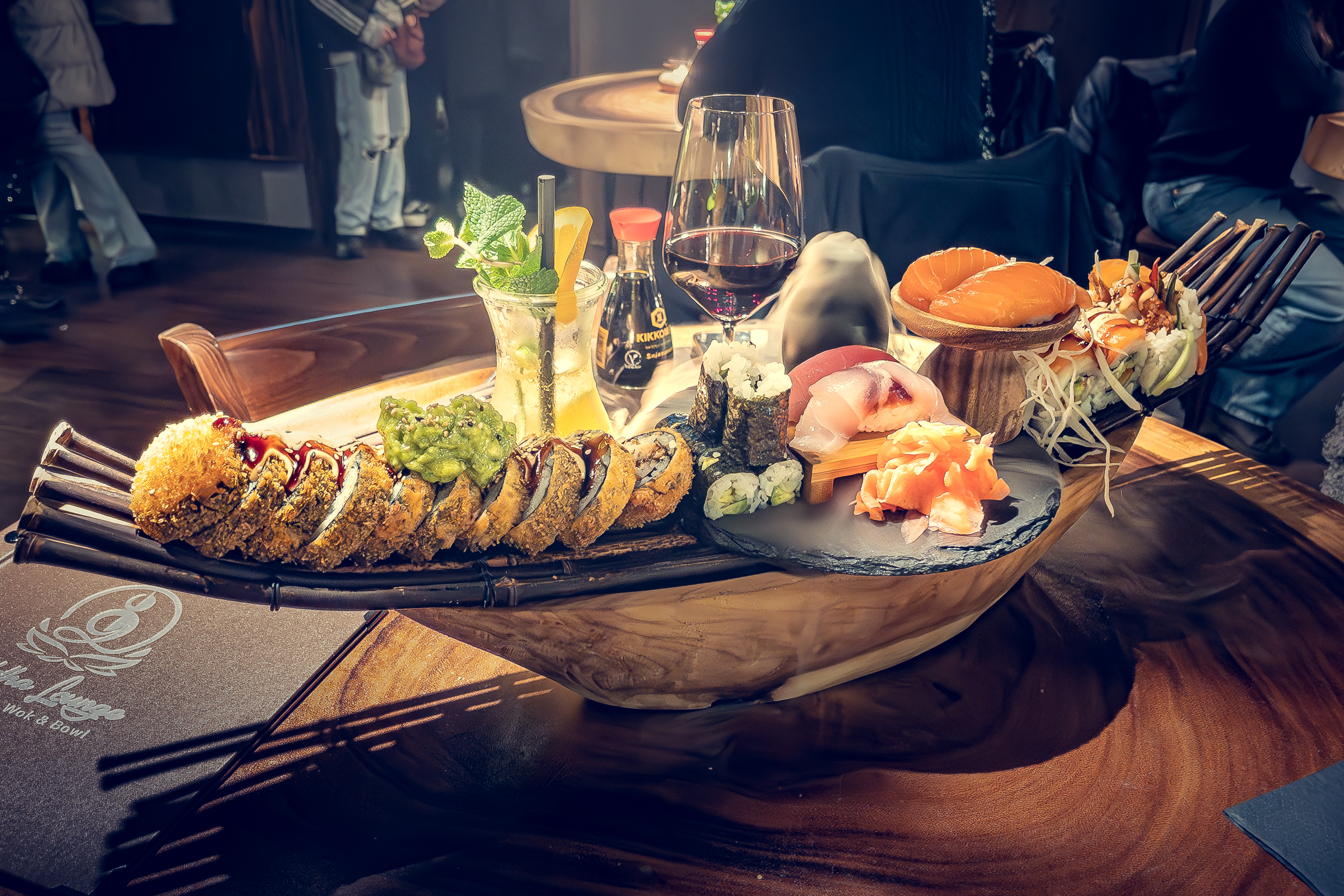
Sushi Menu in der Gastronomie

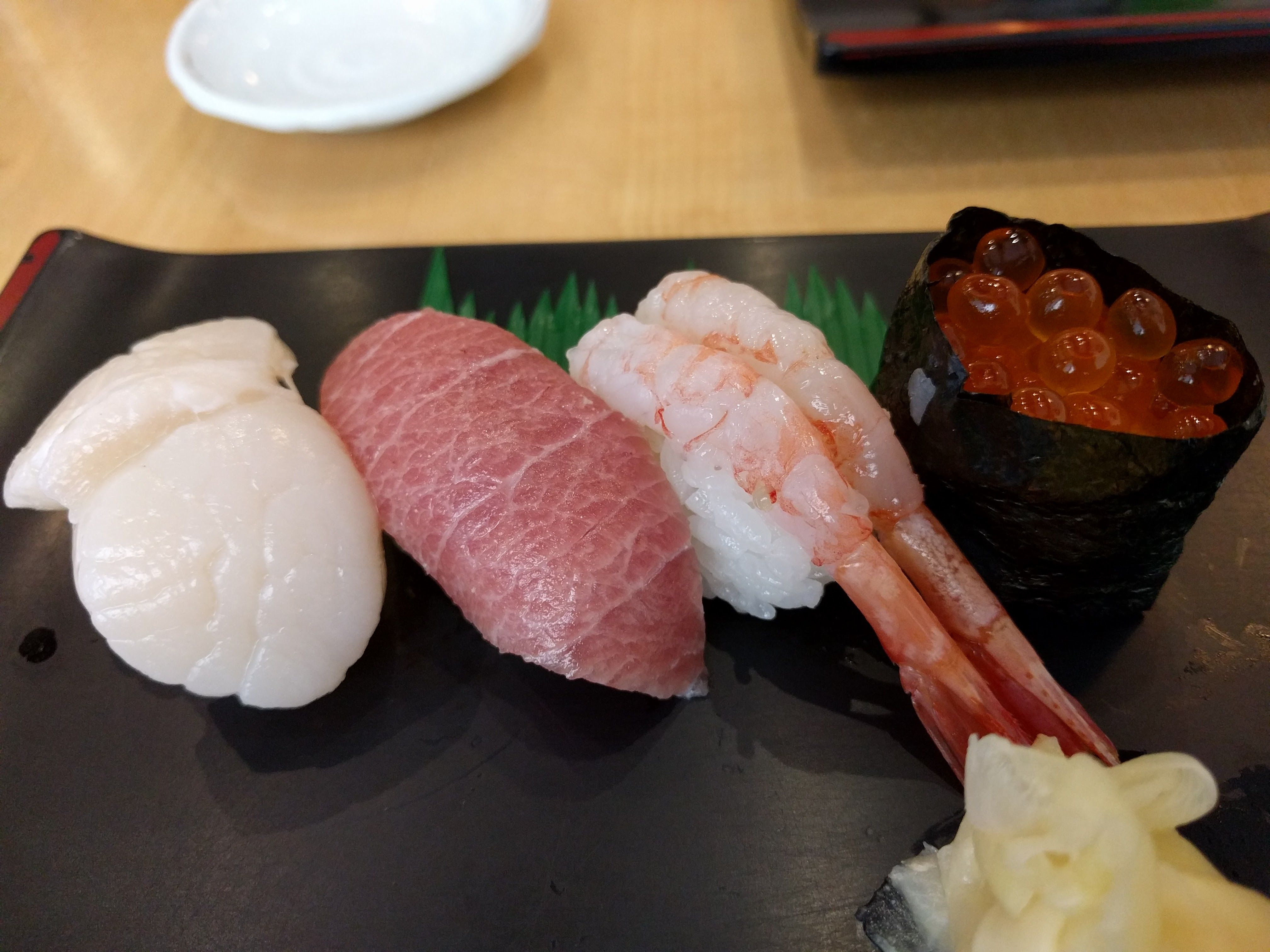
Hotategai-, Maguro-Toro-, Ama-Ebi- und Ikura-Sushi

Sushi (japanisch 寿司 oder すし, seltener auch 壽司, 鮨 oder 鮓) ist ein japanisches Gericht aus erkaltetem, gesäuertem Reis, ergänzt um Zutaten wie rohen oder geräucherten Fisch, rohe Meeresfrüchte, Nori (getrockneten und gerösteten Seetang), Gemüse, Tofuvarianten und Ei. Die Zusammenstellung variiert nach Art und Rezept. Sushi wird, in mundgerechten Stücken, optisch ansprechend serviert.

## Aussprache und Wortherkunft
Das Wort Sushi wird im Japanischen mit stimmlosem „s“ gesprochen, bei Wortzusammensetzungen wie z. B. Nigiri-Sushi oder Chirashi-Sushi wird stimmhaft „zushi“ gesprochen. Dieses phonetische Phänomen nennt man Rendaku, wobei das (chinesische) Schriftzeichen nicht verändert wird.
Ferner wird es heute meist mit den Schriftzeichen 寿司 geschrieben, wobei das erstere Zeichen „langes Leben“ bedeutet. Es gibt eine aus der Edo-Zeit stammende Theorie, dass das Wort Sushi von dem gleichlautenden, altjapanischen Adjektiv sushi (modernes Japanisch sui) abstammt, was „sauer, säuerlich“ bedeutet.

## Geschichte

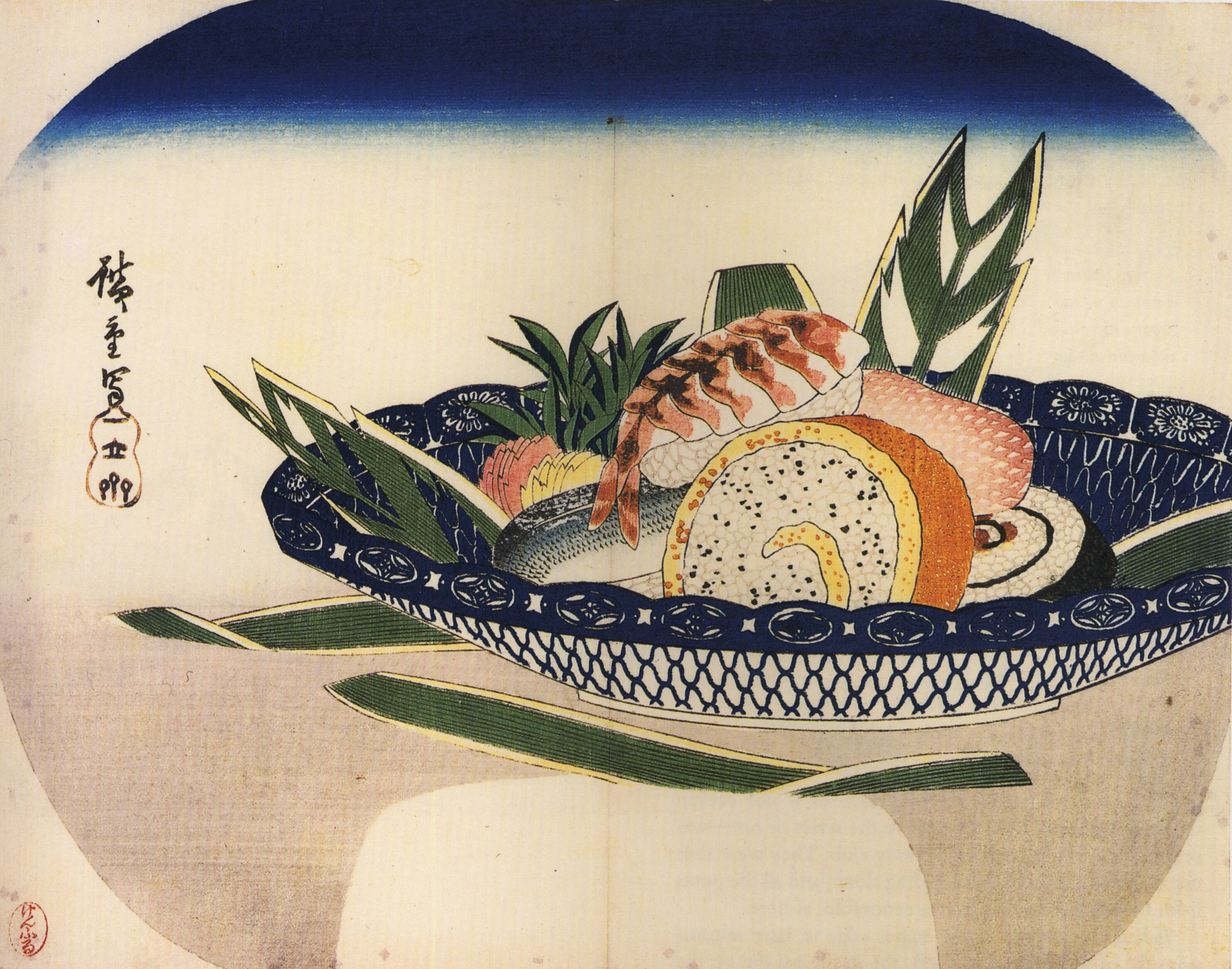
Ein Ukiyo-e des Sushis (Hiroshige Utagawa)

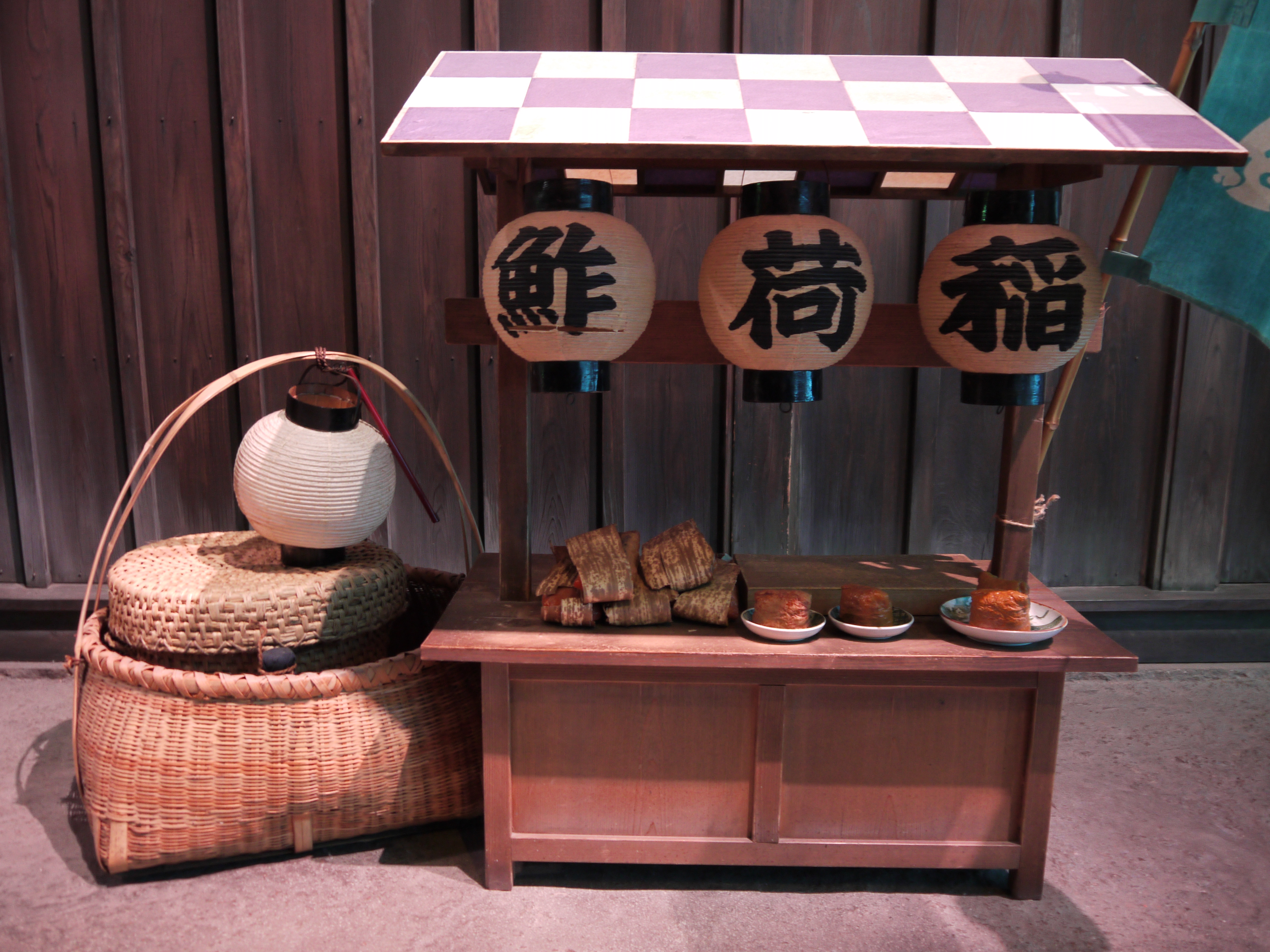
Inari-zushi-Geschäft der Edo-Zeit (Fukagawa Edo Museum)

Sushi ist kein ursprünglich japanisches Gericht, sondern hat seinen Ursprung in einer Konservierungsmethode für Süßwasserfisch, die von den Bewohnern entlang des südostasiatischen Flusses Mekong entwickelt wurde. Der ausgenommene und gesäuberte Fisch wurde in gekochtem Reis in Gefäßen eingelegt, in denen er fermentiert wurde. Der durch den Fermentierungsprozess säuerlich gewordene Reis wurde vor dem Verzehr des Fisches weggeworfen. Der so eingelegte Fisch war jedoch bis zu einem Jahr haltbar. Ausgehend vom Mekong-Fluss wurde diese Konservierungsmethode auch in Regionen Chinas populär und breitete sich von da bis nach Japan aus. In China hat sich diese Konservierungsmethode nicht bis heute gehalten. Aber sowohl in Thailand als auch auf Taiwan wird immer noch Fisch gegessen, der mittels dieser Methode haltbar gemacht wurde.
Ein japanisches Regierungsdokument erwähnt Sushi im Jahr 718. Bis gegen Ende des 9. Jahrhunderts war es in Japan überwiegend Süßwasserfisch, der in dieser Weise konserviert wurde. Die als Funazushi (鮒寿司) bezeichnete japanische Spezialität hat sich aus dieser Konservierungsmethode entwickelt. Funazushi ist ein traditionelles Gericht, das in der Präfektur Shiga verzehrt wird. Verwendet werden dafür weibliche Karauschen, die im Biwa-See gefangen werden. Der im Reis fermentierte Fisch hat einen intensiven Geruch und schmeckt scharf säuerlich. Der Ursprung des Sushis hat gemeinsame Wurzeln mit Funazushi, da Fisch immer kürzer im Reis fermentiert wurde und etwa ab dem 14. Jahrhundert bereits zu einem Zeitpunkt verzehrt wurde, bei dem das Fischfleisch noch verhältnismäßig frisch und der Reis noch essbar war. Gegen Ende der Muromachi-Zeit (1336–1573) würzte man den Reis für diese frühen Formen von Sushi zunehmend mit Reisessig. Damit war ein Fermentierungsprozess, der den Reis säuerte, nicht mehr notwendig.
Die moderne Form des Sushi entstand in Edo (dem heutigen Tokio), wo sich etwa ab dem 18. Jahrhundert immer mehr Menschen den teureren frischen Meeresfisch leisten konnten, welcher zudem am Hafen mit Reis angeboten wurde. Dieser wurde später als Nigiri-Sushi bekannt. Die Entwicklung war im frühen 20. Jahrhundert abgeschlossen, dennoch experimentieren japanische Köche weiterhin mit neuen Varianten.
In westlichen Ländern wurde Sushi während der zweiten Hälfte des 20. Jahrhunderts populär. Die ersten Sushi-Restaurants in westlichen Ländern zielten vornehmlich auf eine im Ausland lebende japanische Kundschaft ab. Nach heutigem Wissensstand eröffnete die erste Sushi-Bar im Jahr 1966 in dem japanischen Restaurant Kawafuku in Little Tokyo, Los Angeles. Die Eröffnung war eine Idee des japanischstämmigen US-Amerikaners Noritoshi Kanai, der für die Mutual Trading Company im Exportgeschäft Japan-USA arbeitete. Noritoshi Kanai konnte einen traditionell ausgebildeten Sushi-Koch überzeugen, sich in Los Angeles niederzulassen und dort diese Bar zu verantworten. Die Beschaffung von geeignetem Fisch für die Sushi-Bereitung stellte sich anfangs als Problem dar. Noritoshi Kanai ließ frische Ware vor allem aus Tokio einfliegen. Zu dieser Zeit war der Transport von Lebensmitteln per Flugzeug auf Grund der hohen Kosten noch unüblich.

## Zubereitung

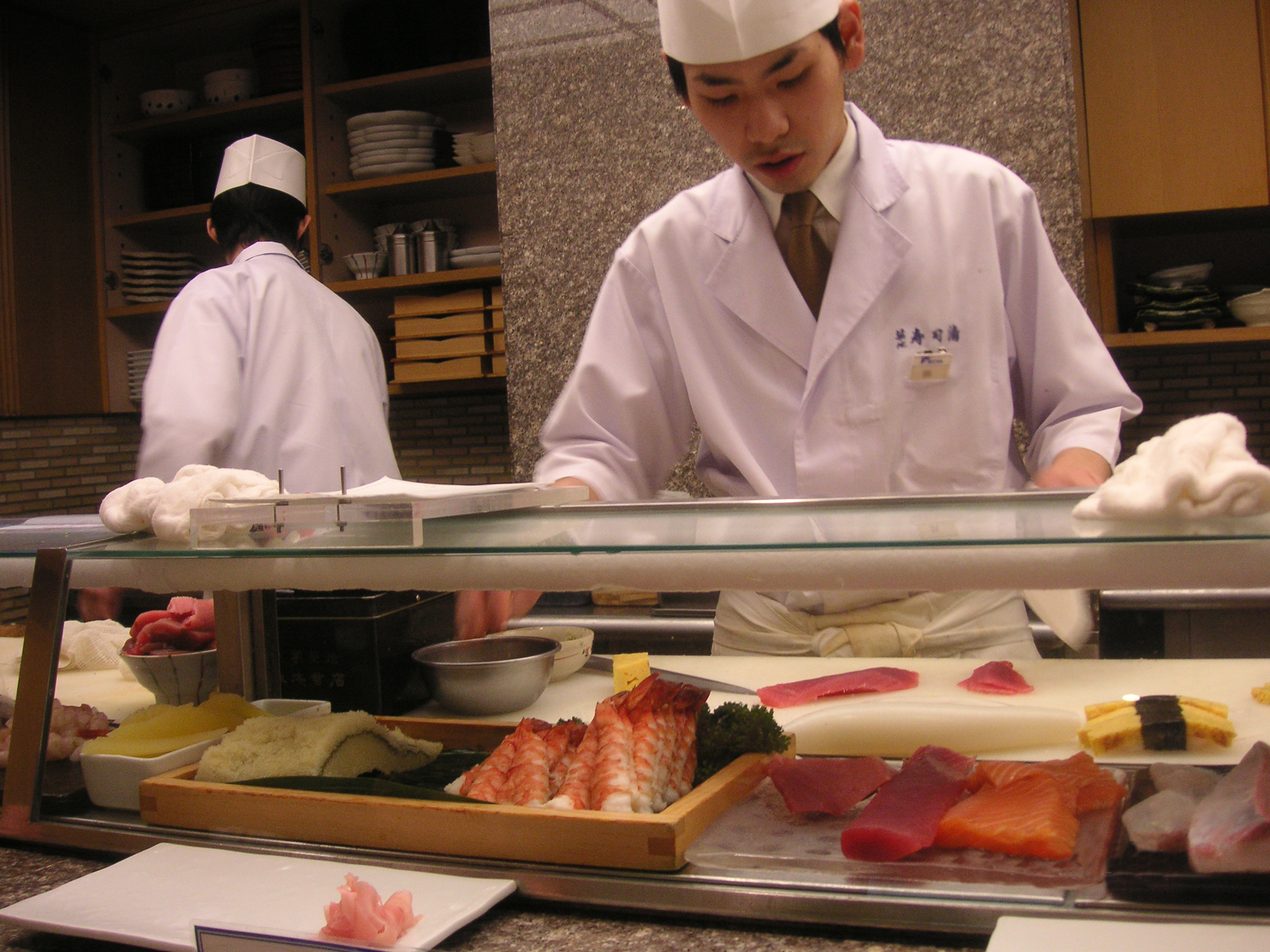
Sushikoch in Kyoto

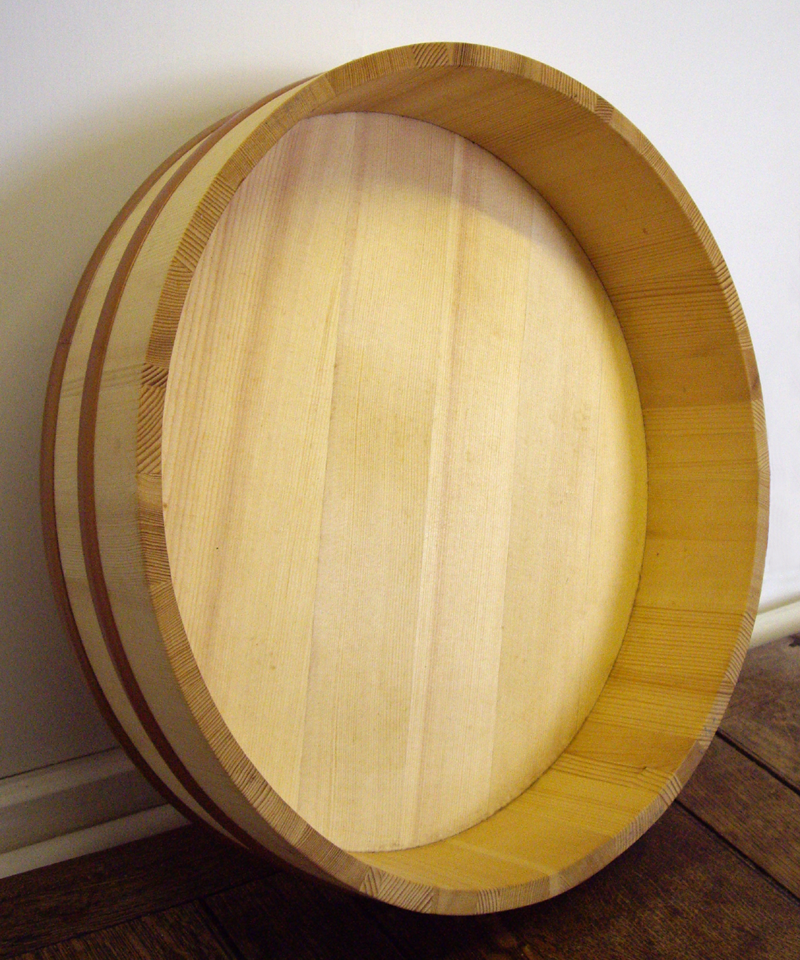
Hangiri, der Holzbottich, in den traditionell der gekochte Reis zum Abkühlen eingefüllt wird

Für die Zubereitung von Sushi wird üblicherweise Reis der Unterart japonica (lat. Oryza sativa ssp. japonica) verwendet, der gute Klebeeigenschaften besitzt. Von dieser Unterart ist eine Reihe unterschiedlicher Sorten im Handel. Normalpreisige Sushi-Restaurants verwenden meist eine mittelkörnige Sorte, bei der das einzelne Reiskorn zwei- bis dreimal so lang wie breit ist. Dieser Reis ist zwar nicht optimal für die Herstellung von Sushi, weil er sich weniger gut formen lässt, er ist aber preisgünstiger als die besser geeigneten Sorten, bei denen das Reiskorn rundlich ist. Die für die Herstellung von Sushi geschätzteste Sorte ist Koshihikari. Gekochte Reiskörner dieser Sorte haben eine dichtere und festere Struktur als die anderer Sorten. Die Qualität und der Preis des verwendeten Reises hängen auch vom Anteil an Bruchreis ab. Qualitativ hochwertiger Reis für Sushi wird heute nicht mehr nur in Japan angebaut. Große Anbaugebiete finden sich unter anderem auch in den Vereinigten Staaten.
Der Reis wird vor der Zubereitung gründlich gewaschen. Dieser Schritt ist notwendig, weil das einzelne Reiskorn durch den Verarbeitungsprozess nach der Ernte mit einer dünnen Schicht Stärke überzogen ist. Ungewaschen würde der Reis zu sehr kleben. Es gibt keine einheitliche Vorgehensweise, wie diese überflüssige Stärke entfernt wird. Einige Sushiköche lassen den Reis zwischen 30 und 60 Minuten in kaltem Wasser aufquellen. Andere bevorzugen es, einfach kaltes Wasser für etwa 10 Minuten über den Reis laufen zu lassen. Anschließend wird der Reis mit einem Stück Seetang (Kombu) gekocht. Sushi-Restaurants, die ihren Reis selber kochen, verwenden gewöhnlich einen elektrischen Reiskocher, in dem der Reis mit etwas weniger Wasser gegart wird als sonst üblich. Sushi-Reis, der auf dem Herd zubereitet wird, wird meist mit der Quellmethode gekocht. Dabei wird der Reis bei geschlossenem Deckel und mittlerer Herdtemperatur aufgekocht. Er quillt dann für einen weiteren Zeitraum bei niedriger Temperatur und wird danach vom Herd gezogen. Meist lässt man ihn dann für einen weiteren Zeitraum nachgaren.
Der gegarte Reis wird in einen Holzbottich (Hangiri) gefüllt und mit einer Würzmischung (Sushi-zu) aus Reisessig, Salz und Zucker oder Reiswein (Mirin) versetzt. Mit einem speziellen Löffel, dem Shamoji, werden mit schnellen Bewegungen in Quer- und Längsrichtung Furchen in den Reis gezogen, um die Mischung gleichmäßig zu verteilen. Um den charakteristischen Glanz der einzelnen Reiskörner zu erhalten, ist es notwendig, den Reis möglichst rasch abzukühlen. Das erreicht man durch die wegen der Furchen vergrößerte Oberfläche während des Mischens und durch das gleichzeitige Zuführen kalter Luft mit einem runden Fächer (Uchiwa). Bis zur Verwendung wird der Sushi-Reis mit einem feuchten Tuch abgedeckt, damit er nicht austrocknet. Die weitere Verarbeitung hängt von der Art des Sushis ab.

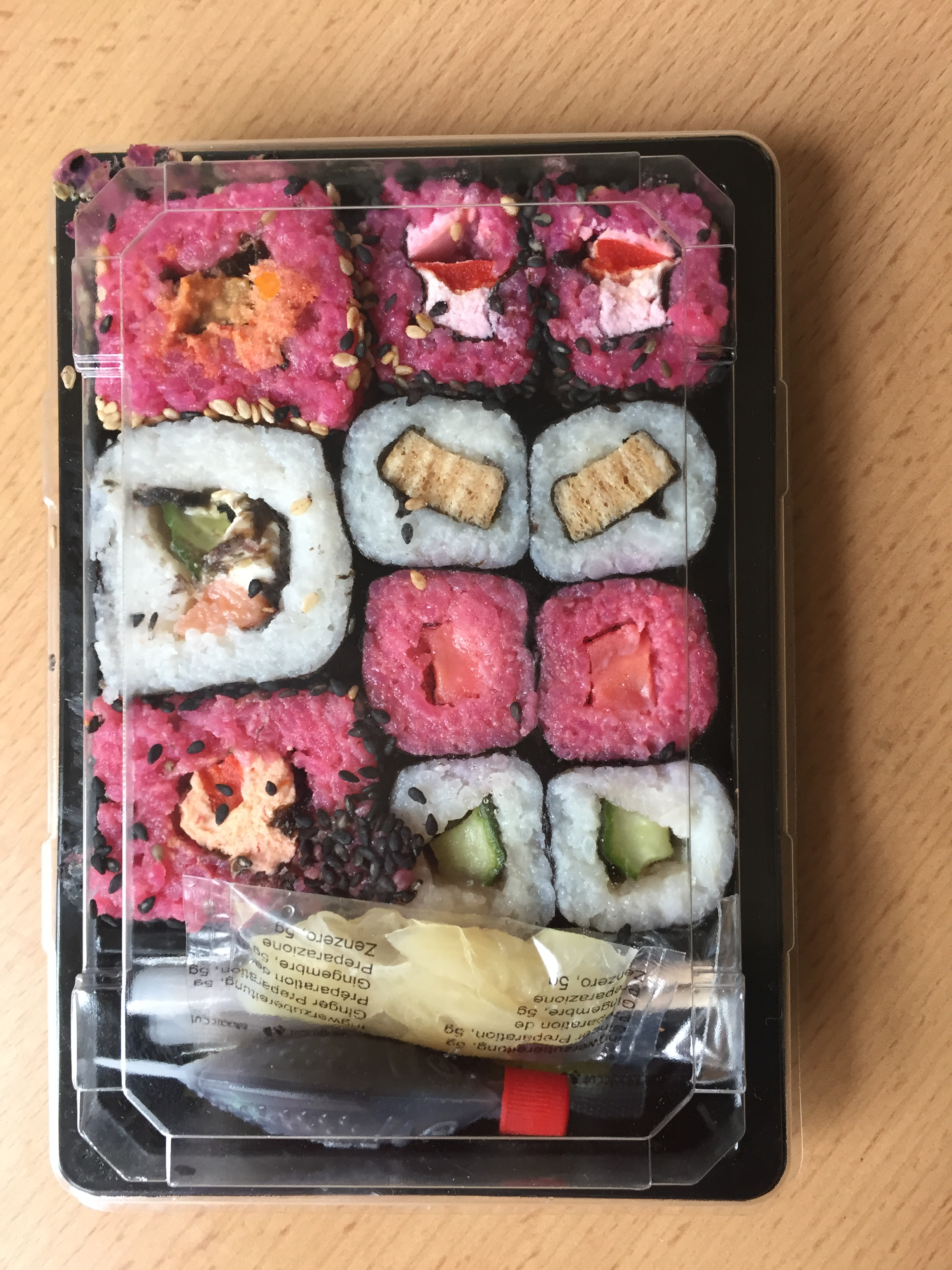
Sushi-Box aus dem Supermarkt

Neben der traditionellen Zubereitungsweise wird für Supermärkte, Hotels, Cateringunternehmen und Sushi-Restaurants der Reis auch industriell vorgekocht und entweder als Reismasse in großen Behältern oder als vorgefertigte Reisrechtecke ausgeliefert. Letztere müssen vor dem Verkauf an den Endkunden nur noch belegt werden.
Im Supermarkt angebotene Sushi-Platten sind in der Regel bis zu drei Tage haltbar. Für sie wird jedoch kein roher unbehandelter Fisch verwendet, sondern in der Regel geräucherter Lachs, gekochte Garnelen oder Surimi. Mittlerweile wird Sushi auch als Tiefkühlprodukt angeboten, das vor dem Verzehr aufgetaut wird.
Zu den bekanntesten westlichen Kreationen zählt die „California Roll“ (カリフォルニア巻き) oder „Inside-Out Roll“ oder „Ura-Maki“ (裏巻き, dt. „von innen gerollt“), die mit Lachs oder Surimi, Avocado oder Gurke gefüllt sind. Bei diesen Sushi umgibt ein mit Fischeiern (Masago oder Tobiko) bestreuter Reismantel den in Nori gewickelten Inhalt.

## Verzehr
Die traditionelle Art, Sushi zu essen, unterscheidet sich in Japan von der in westlichen Ländern üblichen Verzehrweise. Allerdings unterliegt die Verzehrweise auch in Japan einem Wandel, da sich Sushi auch dort zu einem Schnellimbiss entwickelt hat. Traditionell wird Sushi in Japan mit der Hand gegessen.
Wasabi und Sojasauce werden in der Regel nicht miteinander vermischt, sondern separat zur Würzung jedes einzelnen Sushi verwendet. In Sushi-Restaurants der gehobenen Preisklasse würzt der Sushikoch das einzelne Sushi bereits so, dass es vom Kunden nicht mehr mit Wasabi nachgewürzt werden muss. Mit der Sojasauce beträufelt der Gast das Nigiri-Sushi entweder einzeln oder taucht die Fischseite in die Sauce. Reine Sojasauce ist geschmacklich sehr intensiv und kann den Geschmack von rohem Fisch verdecken. Sushiköche verwenden daher häufig eine eigene Saucenmischung, die meist aus Sojasauce, Dashi, Sake und Mirin besteht. Diese Mischung wird gewöhnlich erhitzt und ein wenig reduziert. Sie wird abgekühlt verwendet, um den bereits auf dem Reis liegenden rohen Fisch damit einzupinseln. Ebenso fügt der Koch bereits die von ihm als richtig empfundene Menge Wasabi dem Sushi hinzu. Bei fettem Fisch wird mehr Wasabi verwendet als bei magerem. Eingelegter Ingwer, der sogenannte Gari, wird zwischen den einzelnen Sushi gegessen, um den Geschmack der unterschiedlichen Fische zu neutralisieren.
Üblicherweise besteht eine Sushi-Mahlzeit aus verschiedenen Sushi-Varianten. Obwohl keine Vorschriften zur Reihenfolge des Verzehrs bestehen, beginnt man häufig mit einem Omelette als Belag, darauf folgen fettarme Fische mit weißem Fleisch und gesäuerte Fische wie Hering und Makrele. Dann kommen rotfleischige Fische wie fettarmer Thunfisch; das Ende des Mahls bestreiten die fetteren Arten, auch der Thunfisch.
Eine beliebte Speise zu Sushi ist die Misosuppe, die auch als Vorspeise serviert wird; verbreitete Getränke zum Sushi sind Bier (in Japan beispielsweise Asahi oder Kirin) sowie Grüner Tee.
Sushi wird nicht abgebissen, sondern in einem Stück in den Mund geführt. In westlichen Ländern ist es dagegen üblich geworden, Sushi mit Stäbchen zu essen. Das macht es für einen Sushikoch notwendig, die einzelnen Rollen sehr viel fester zu rollen.

## Restaurants

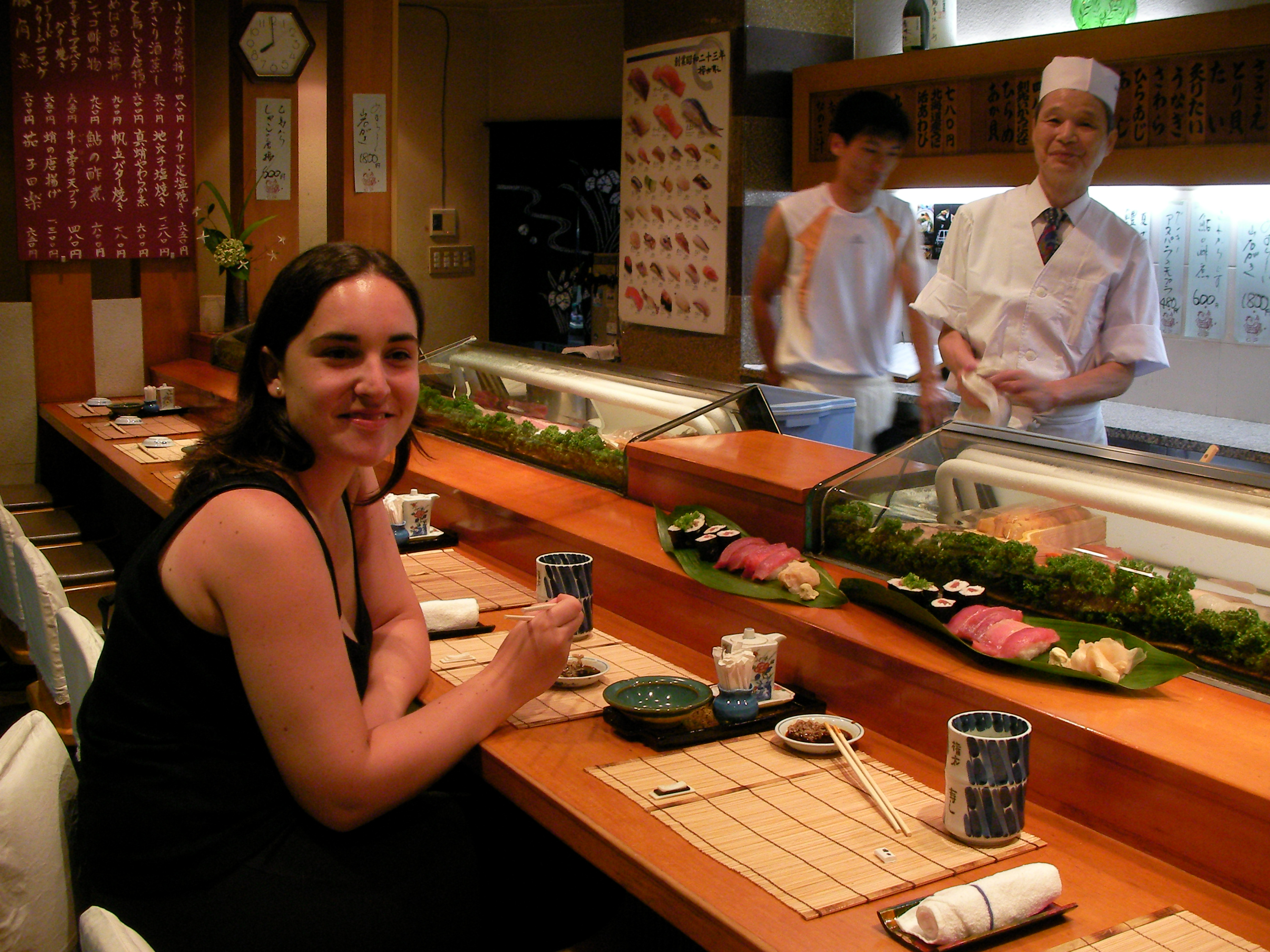
Sushi-ya-Restaurant

Bei Japanern wird Sushi zu Hause eher selten zubereitet. Es ist ein typisches Außer-Haus-Essen. In Japan unterscheidet man zwei Arten von Sushi-Restaurants: Das Sushi-ya (japanisch 寿司屋) und das Kaiten-Zushi Kaiten-Zushi (japanisch 回転寿司, dt. ‚drehendes Sushi‘).
Das Sushi-ya ist ein Sushi-Restaurant, in dem man die Möglichkeit hat, an einem normalen Tisch oder an einer Theke zu sitzen, hinter der der Koch das Sushi zubereitet.
Das „Kaiten-Zushio“ oder „Running Sushi“ ist ein Sushi-Restaurant, in dem man an einer Theke sitzt, in der ein Laufband integriert ist. Die verschiedenen Sushi-Gerichte befinden sich auf diesem Laufband, an dem sich die Gäste selbst bedienen dürfen. Die Teller sind entsprechend den unterschiedlichen Preisen markiert, abgerechnet wird anhand der leeren Teller oder es wird ein fester Preis pro Person genommen und nur die Getränke werden einzeln abgerechnet.

## Sushi-Formen

### Nigiri-Sushi

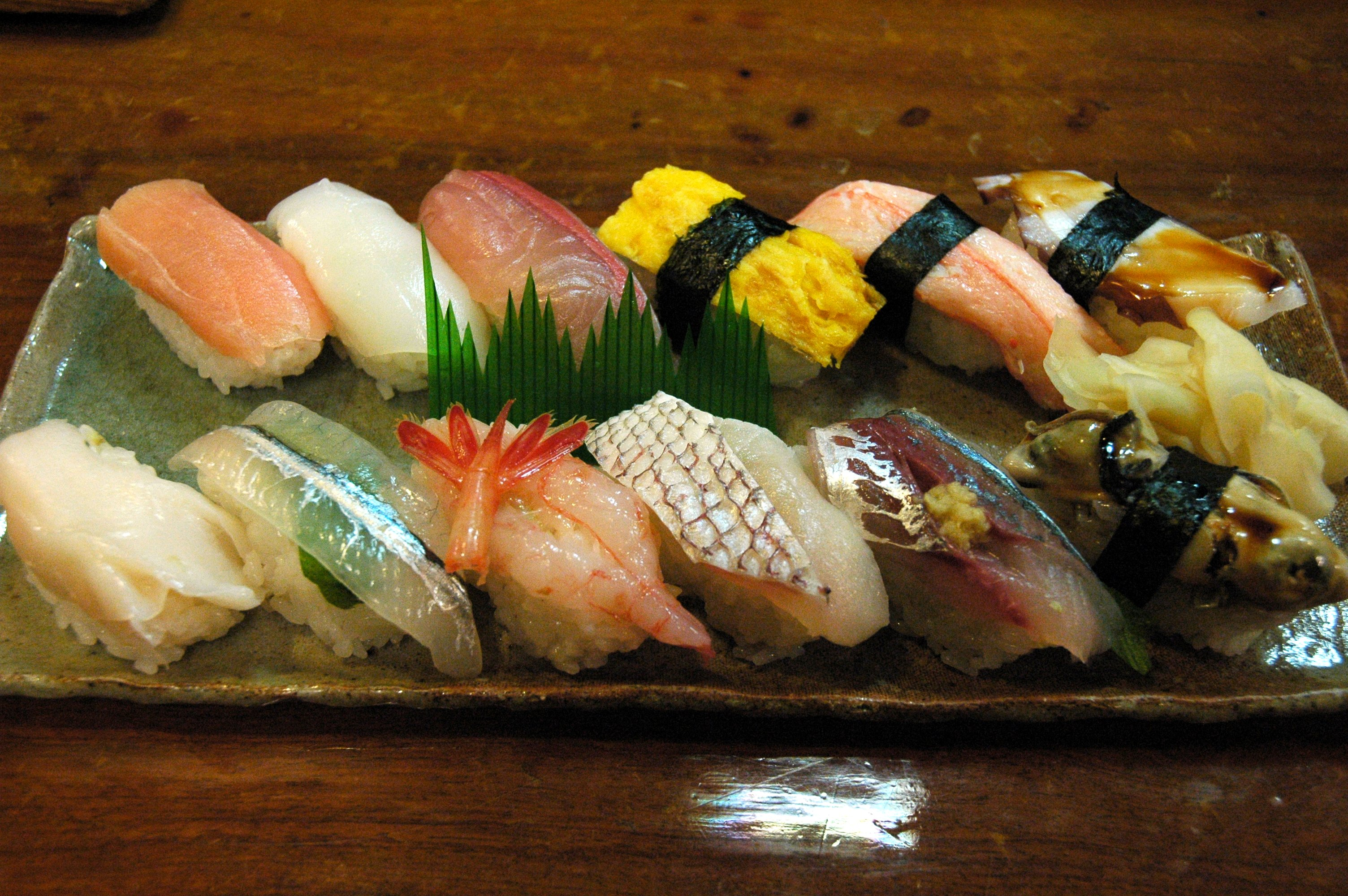
Verschiedene Nigiri-Sushi
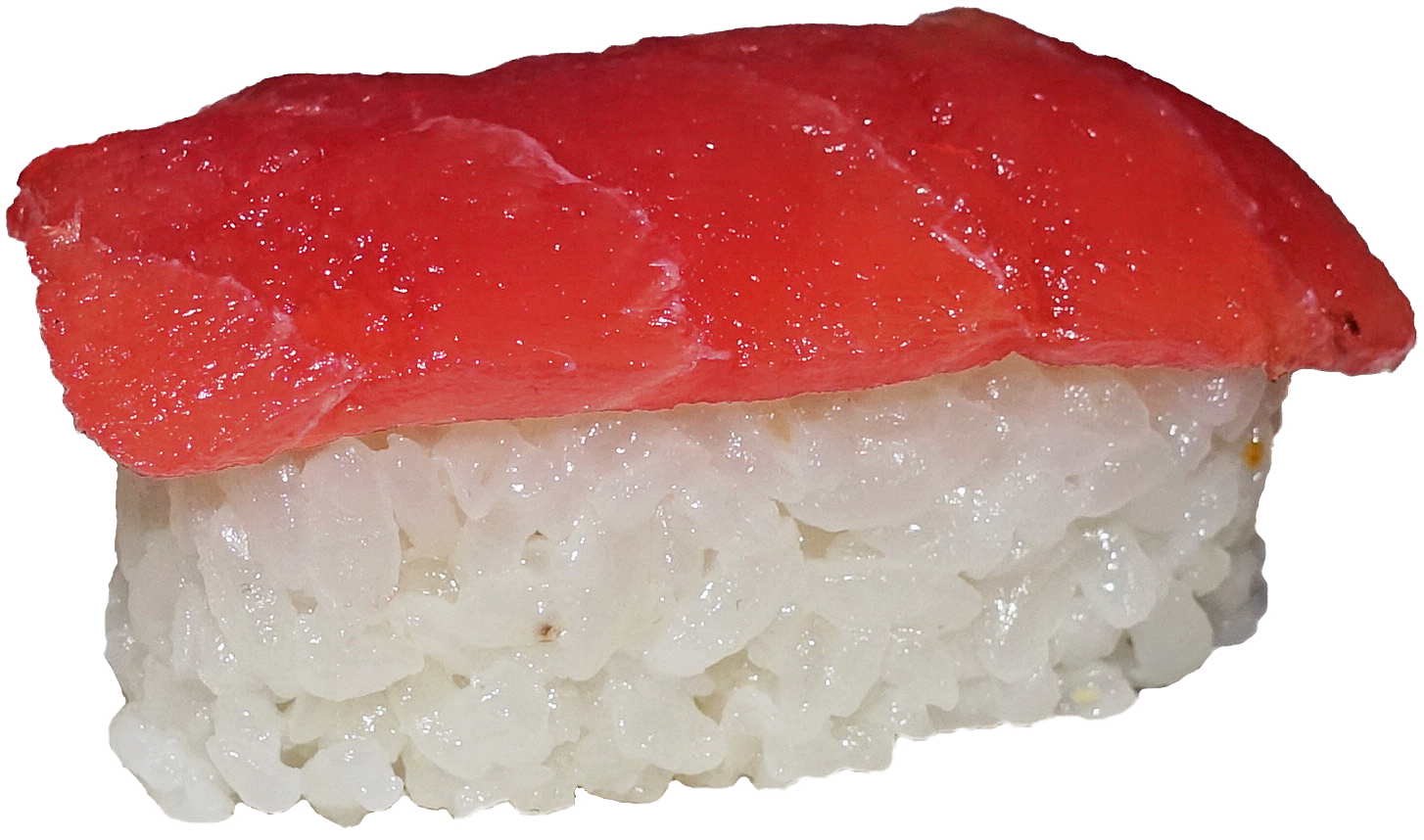
Maguro – Thunfisch
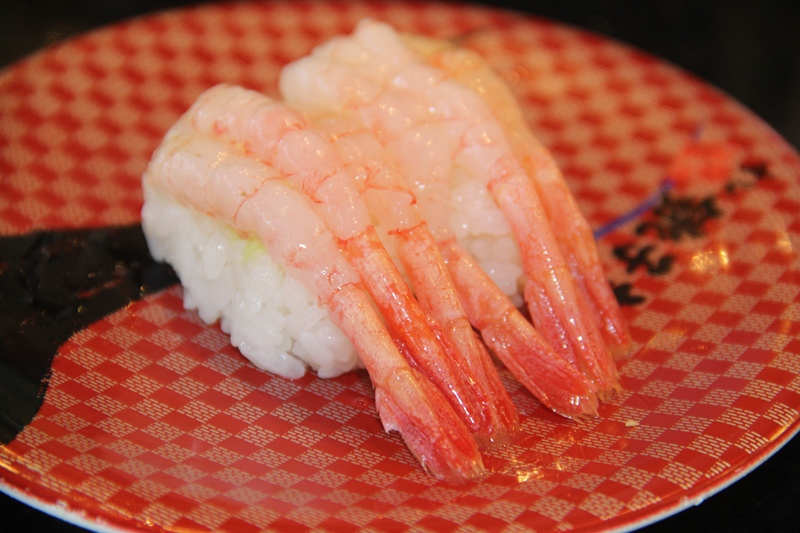
Ama Ebi – süßschmeckende Garnele
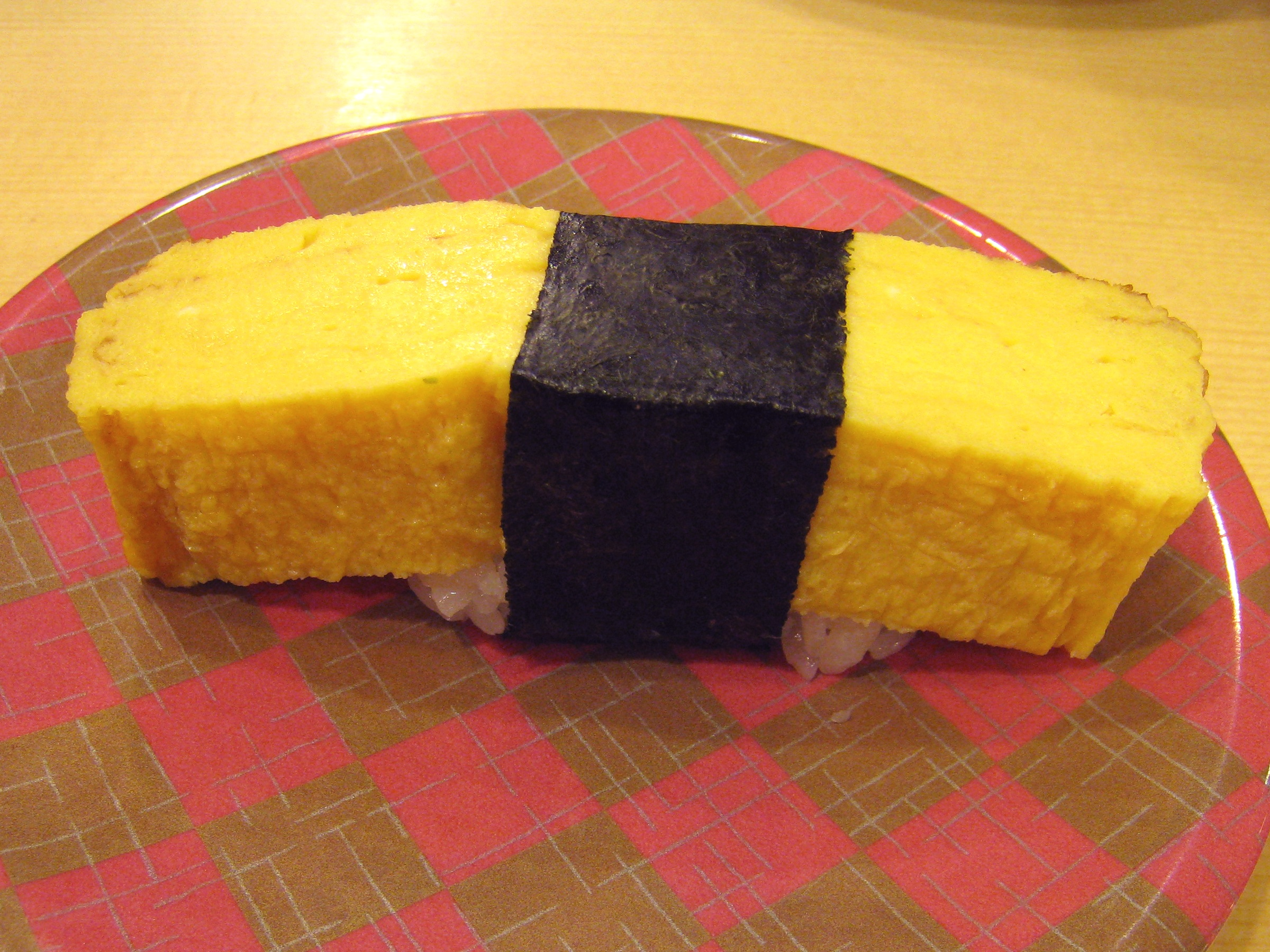
Tamagoyaki – japanisches Omelett

Beim Nigiri-Sushi (握り寿司, Nigiri-Zushi, dt. „Ballen-Sushi“) wird der Reis mit der Hand zu einer kleinen, zwei Finger breiten Rolle gedrückt und mit Fisch, Meeresfrüchten oder Omelett belegt. Manchmal werden Nigiri noch mit einem Streifen Nori zusammengebunden.

### Maki-Sushi

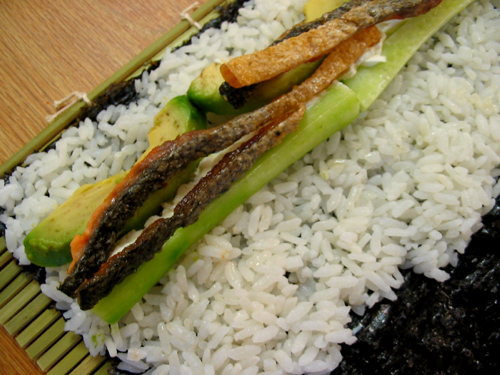
Makirolle zubereiten
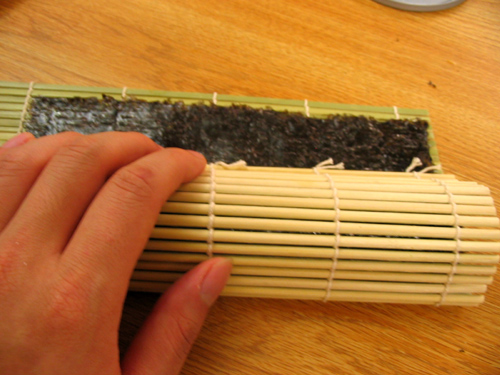
Makirolle einrollen

Maki-Sushi (巻き寿司, Maki-Zushi, dt. „Rollen-Sushi“) sind mit einer Bambusmatte (Makisu) gerollte Stücke. Sie werden für gewöhnlich in Nori eingepackt.

#### Füllungen
- Avocado
- sake: in Stücke geschnittener Lachs
- California Roll (カリフォルニア巻き): Surimi, Avocado, Gurke und Sesam (goma, gehört nicht zu den traditionellen japanischen Füllungen)
- ebi: Garnelen und Mayonnaise
- ninjin: fein gehackte Karotte
- kappa: Gurke (kyuri: Jap. Salatgurke)
- kampyō: getrocknete Kürbisstreifen z. B. aus Hokkaidokürbis
- nattō: fermentierte Sojabohnen
- Okra
- oshinko: Takuan (eingelegter Daikon-Rettich oder anderes eingelegtes Gemüse)
- tamago: Omelette
- tekka: Thunfisch
- Tofu
- ume (梅): Umeboshi (梅干), Paste (japanische Pflaume)

#### Unterarten

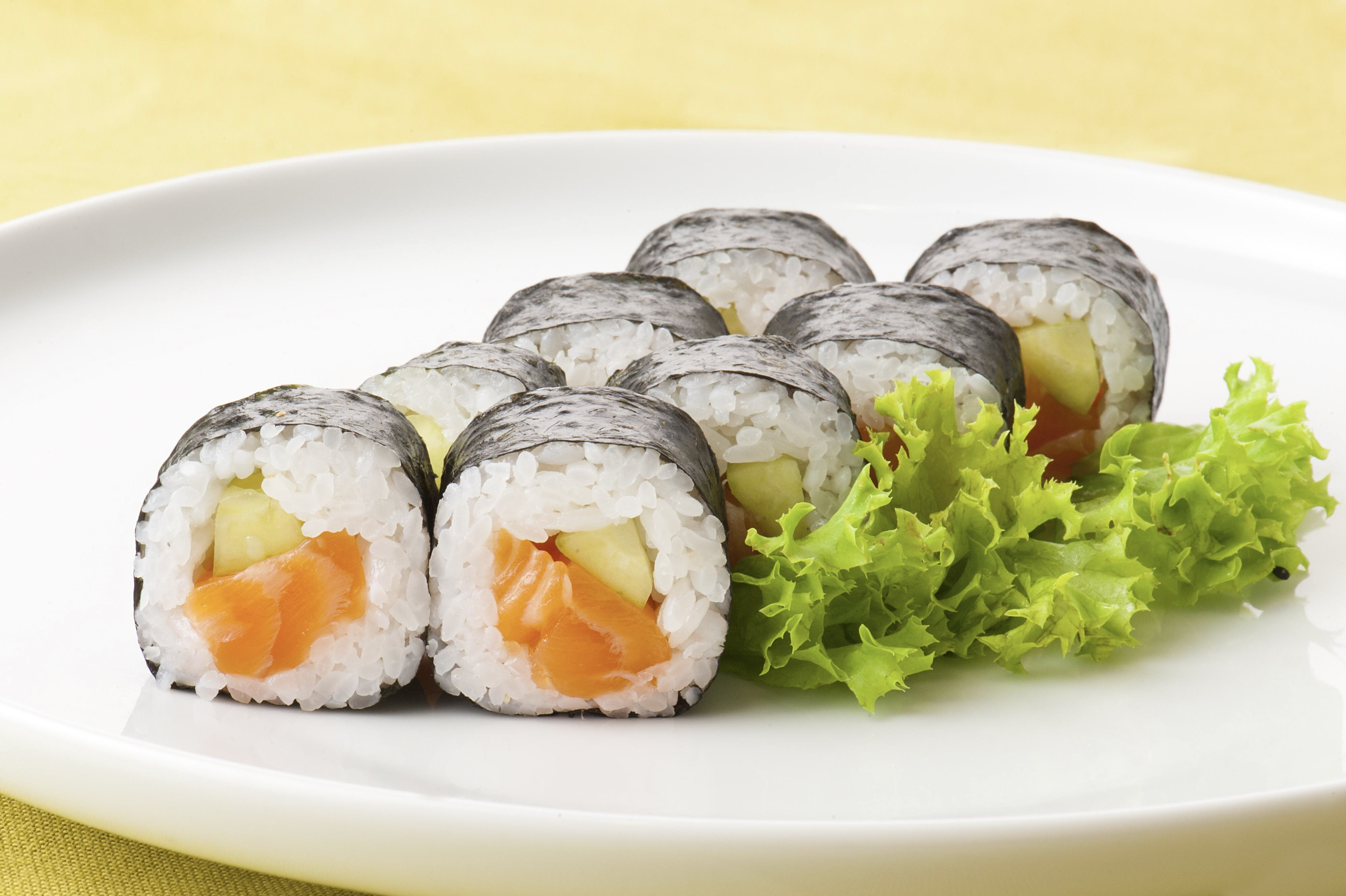
Hoso-Maki
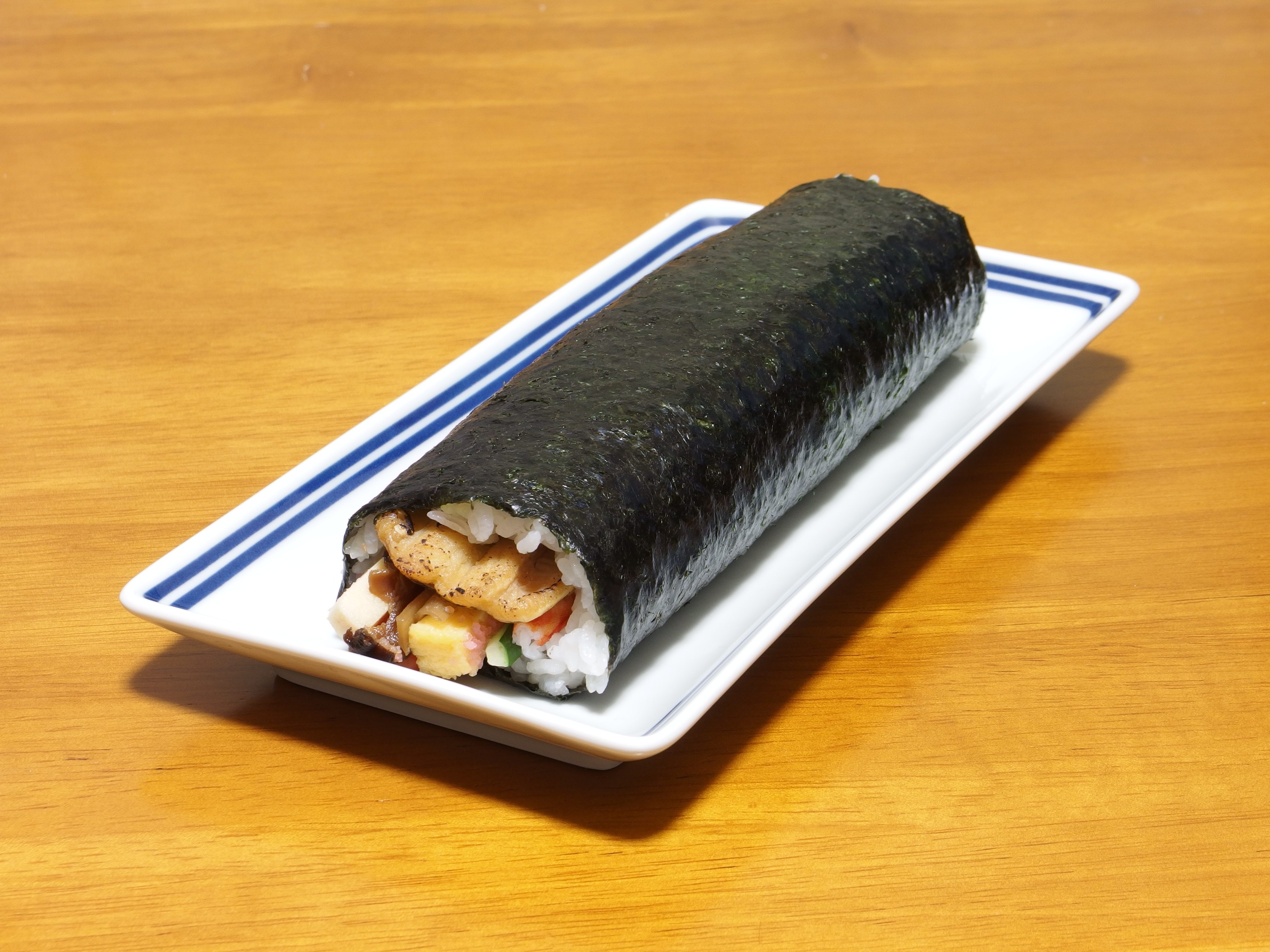
Futo-Maki
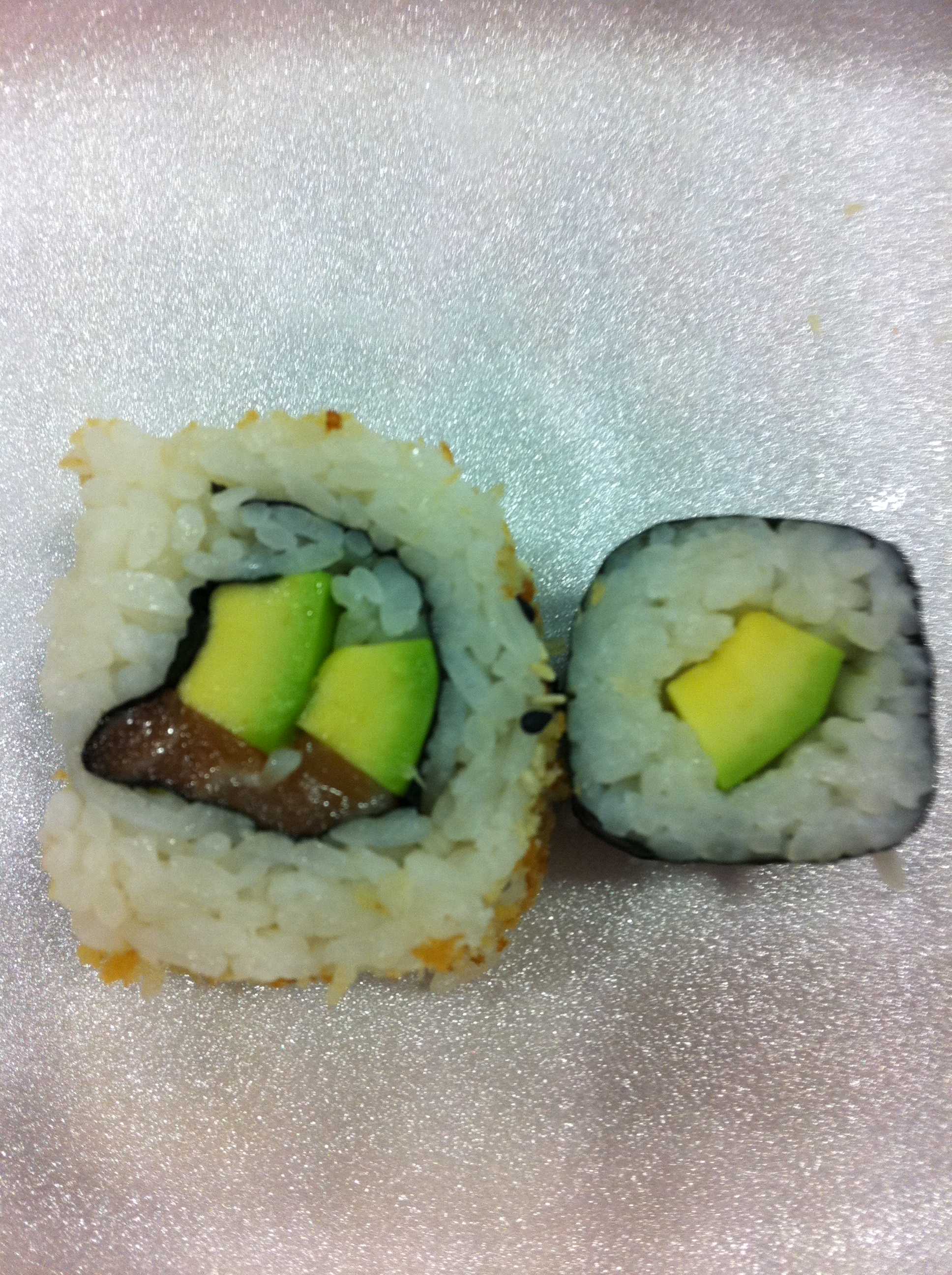
Ura-Maki (links), Hoso-Maki (rechts)
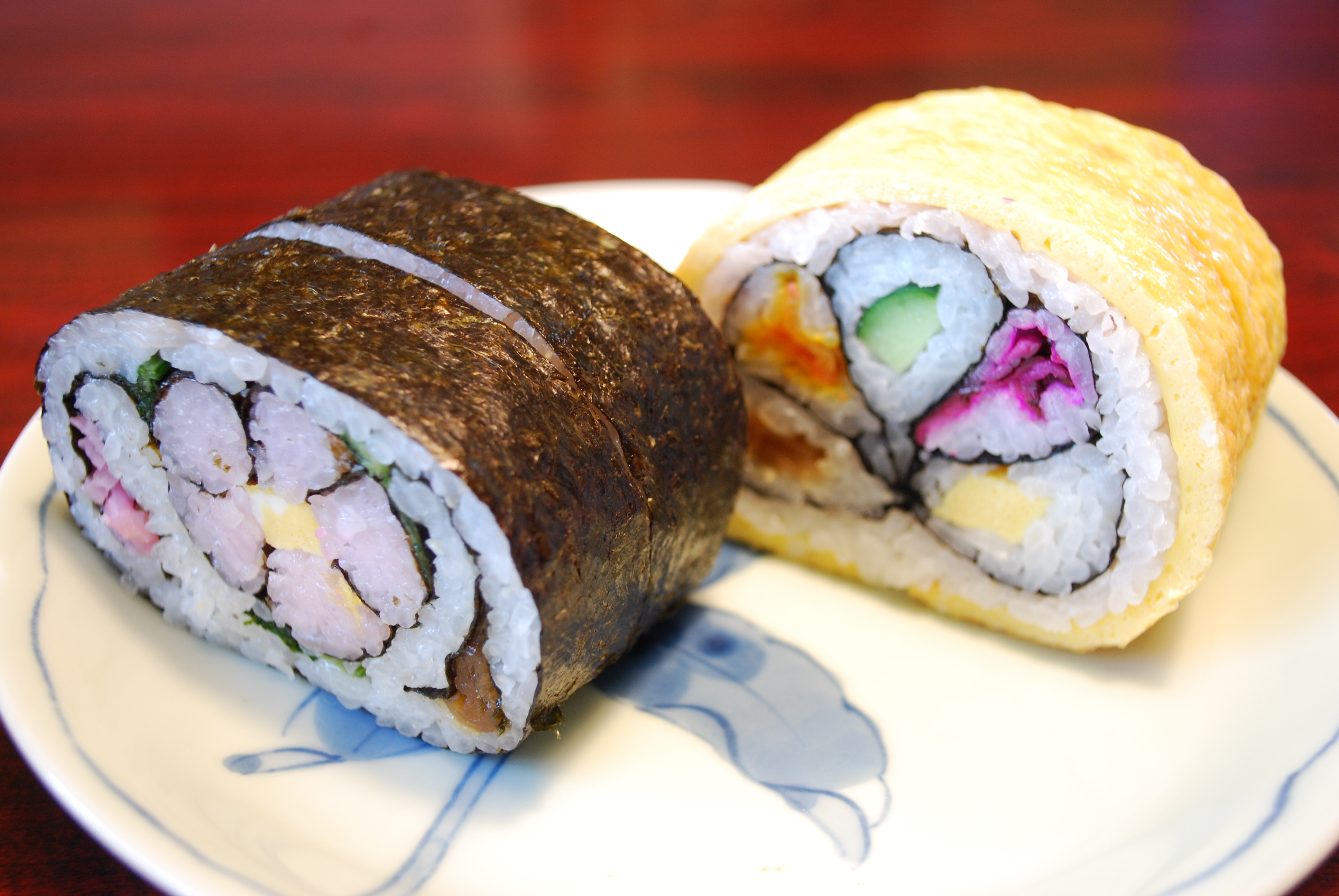
Hitsuji-Maki
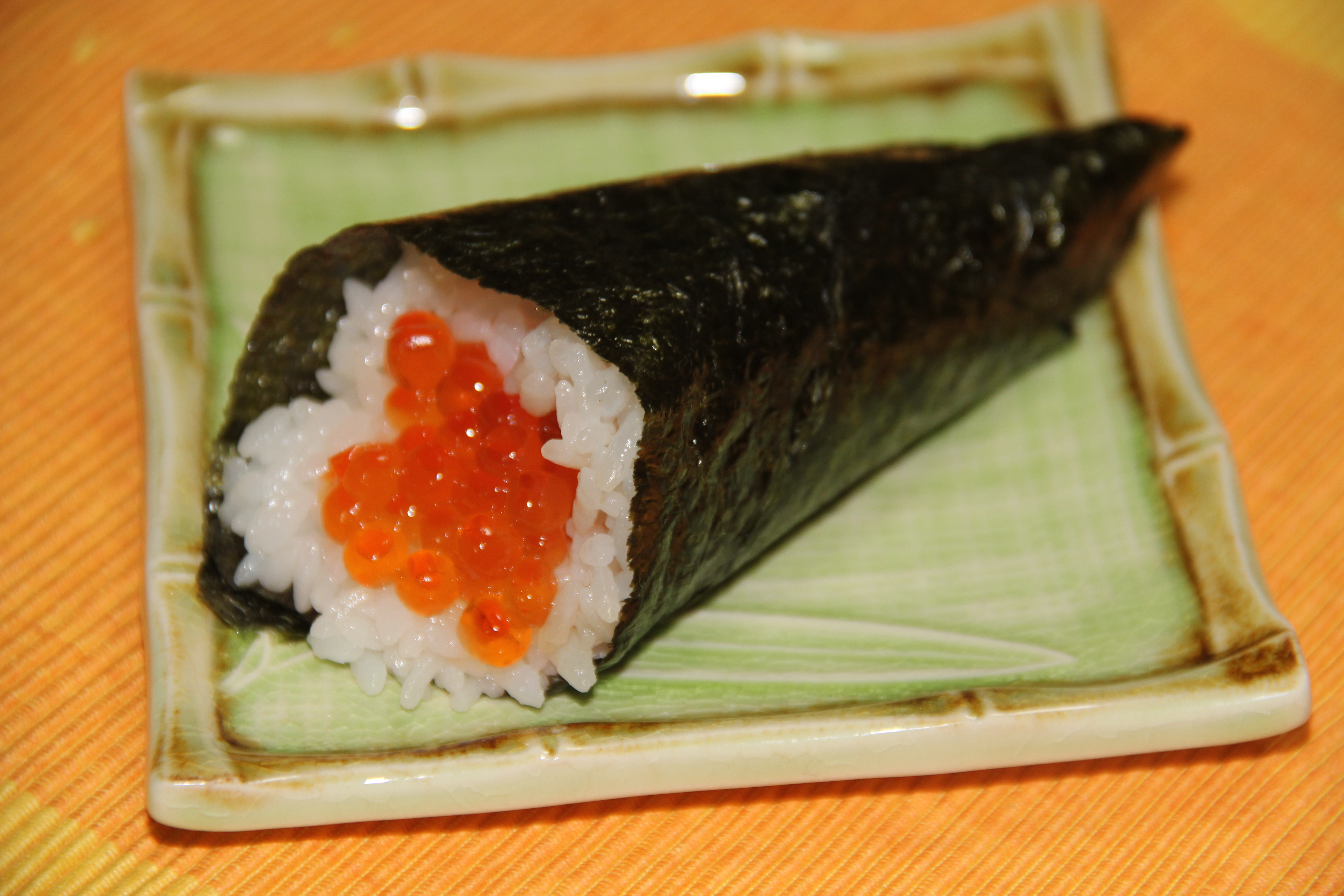
Te-Maki

##### Hoso-Maki
Hoso-Maki (細巻き, dt. „dünne Rolle“) sind dünne, aus einem halben Nori-Blatt hergestellte Reisrollen, die mit Fisch oder Gemüse gefüllt werden. Die fertige Rolle wird in sechs gleich große Stücke geschnitten. Üblicherweise wird für die Füllung nur eine Zutat verwendet.

##### Futo-Maki
Futo-Maki (太巻き, dt. „dicke Rolle“) sind dicke, aus einem ganzen Nori-Blatt hergestellte Reisrollen, die mit einer Kombination aus verschiedenen Zutaten gefüllt werden. Oft werden dafür Fisch, Gemüse und Pilze verwendet.

##### Ura-Maki
Ura-Maki (裏巻き, dt. „von innen gerollt“), auch California Roll genannt, sind Hoso- oder Futo-Maki, bei denen der Reis außen am Nori-Blatt angebracht und oft sehr dekorativ mit Sesamsamen, Schnittlauch oder kleinen, farbigen Fischeiern verziert wird. Ura-Maki gehören nicht zu den traditionellen Maki und haben ihren Ursprung vermutlich unter japanischstämmigen Amerikanern an der Pazifikküste der USA.

##### Hitsuji-Maki
Hitsuji-Maki (羊巻き, dt. „Schafs-Rolle“) sind doppelt gerollte Hoso-Maki, wobei das Nori-Blatt ein weiteres Mal mit Reis ummantelt und gegebenenfalls mit Sesam dekoriert wird. Diese Variante ist auch als falscher Ura-Maki bekannt und ist ebenfalls kein traditioneller Maki. Ursprünglich ist diese Variante von japanischstämmigen Australiern kreiert worden.

##### Te-Maki
Temaki (手巻き, dt. „handgerollt“): Hierbei wird das Nori zu einer Tüte gerollt und mit Reis und den Zutaten wie bei Maki-sushi gefüllt.

### Gunkanmaki-Sushi

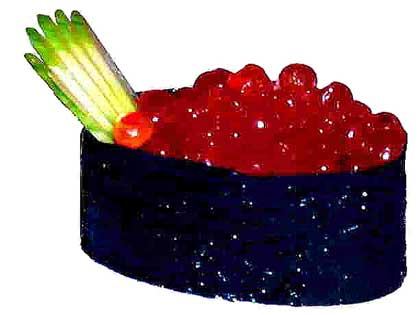
Gunkanmaki-Sushi mit Lachsrogen
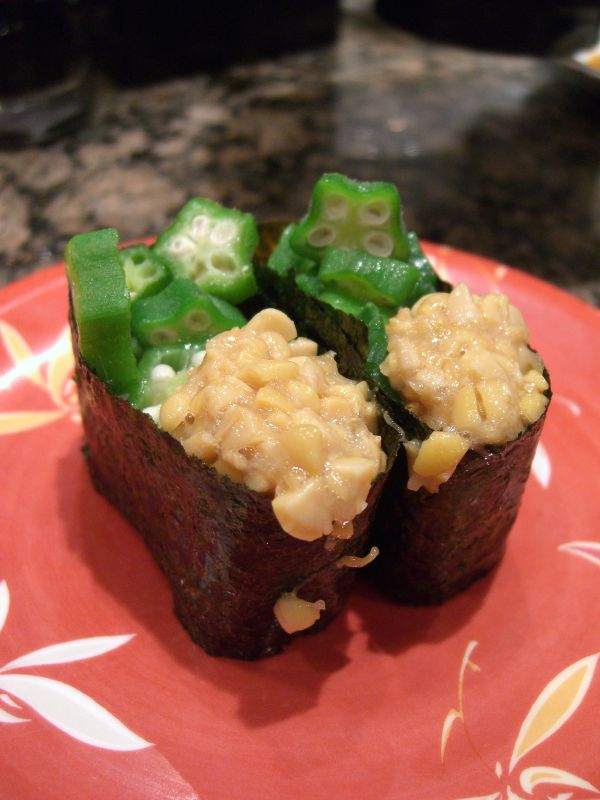
Gunkanmaki-Sushi mit Nattō und Okra

Gunkanmaki-Sushi (軍艦巻き寿司, dt. „Schiffchen-Sushi“, wörtlich: „Schlachtschiff-Rollen-Sushi“) sind einzelne kleine, auf der Seite liegende Rollen aus Nori-Blättern mit einem Reisboden, auf dem die Füllung aufgetragen wird. Gunkanmaki werden beispielsweise für Fischeier (Rogen) verwendet, da diese wegen ihrer Druckempfindlichkeit nicht als Nigiri oder Hoso-Maki verarbeitet werden können.

#### Füllungen
- ikura (いくら): Rogen vom Lachs
- kazunoko (数の子): Rogen vom (pazifischen) Hering
- mentaiko (明太子): Rogen vom Alaska-Seelachs (gesalzen, scharf)
- Kani: Krabbenfleisch
- Kobashira: Muschelfleisch
- tarako (鱈子): Rogen vom Kabeljau
- tobiko (飛び子): Rogen von fliegenden Fischen
- uni (うに oder 海胆): Keimdrüsen des Seeigel

### Chirashi-Sushi

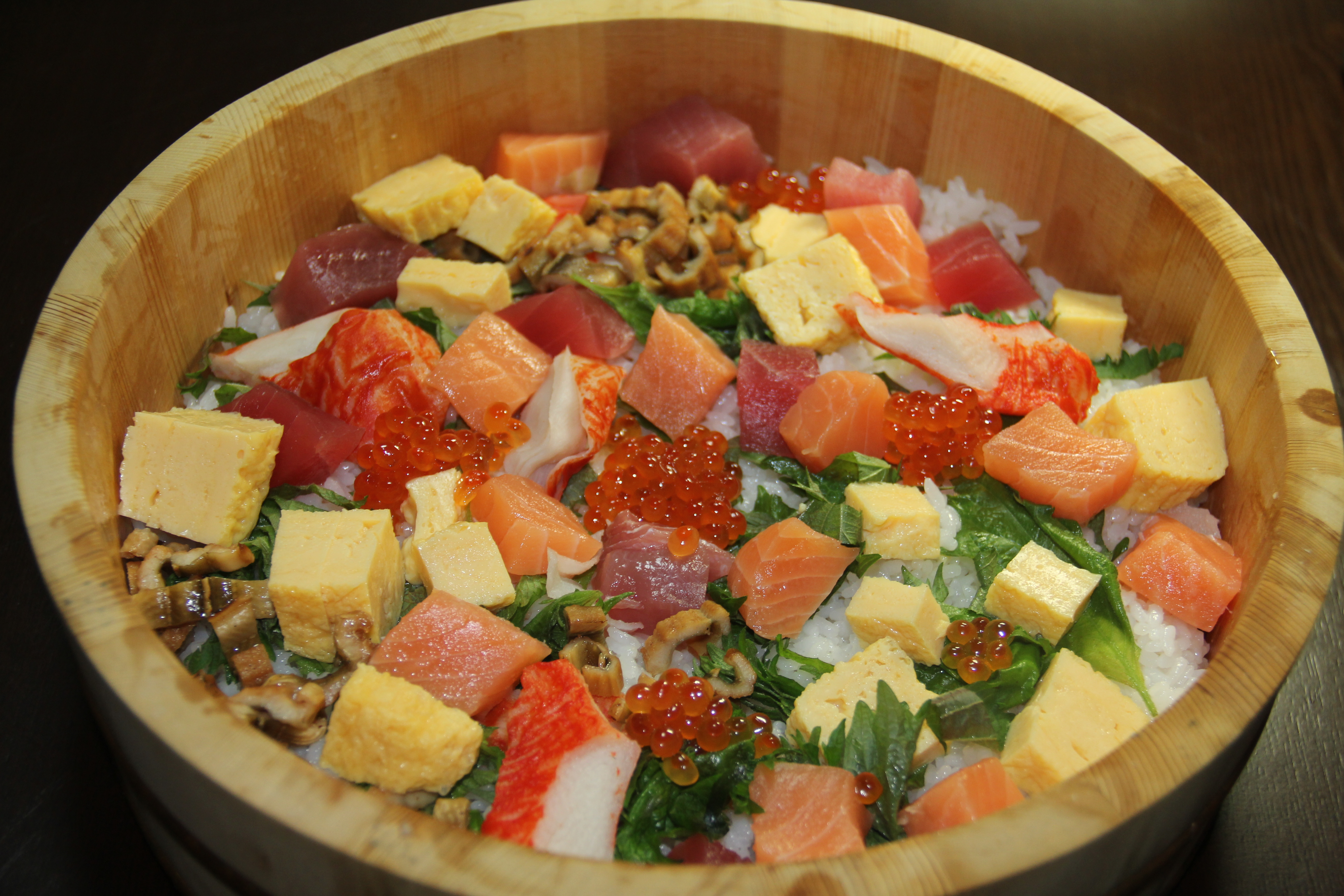
Chirashi-Sushi

Beim Chirashi-Sushi (散らし寿司, dt. „Streu-Sushi“) werden der Reis, der Fisch und die Beilagen offen in einer Schale angeboten. Im häuslichen Bereich unterscheidet sich das Chirashi etwas. Hier ist es eine Schale mit Reis, in den allerlei Kleingeschnittenes, wie z. B. Pilze (enoki), Lotoswurzeln (renkon), Karotten und Shrimps zugegeben wird („chirasu“, „verstreuen“).

### Oshi-Sushi

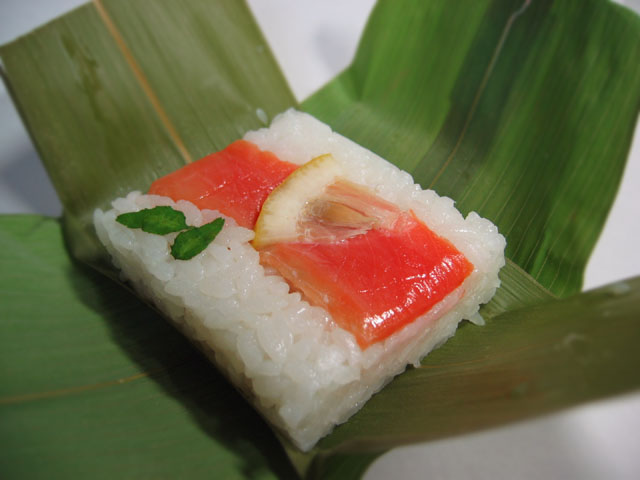
Oshi-Sushi

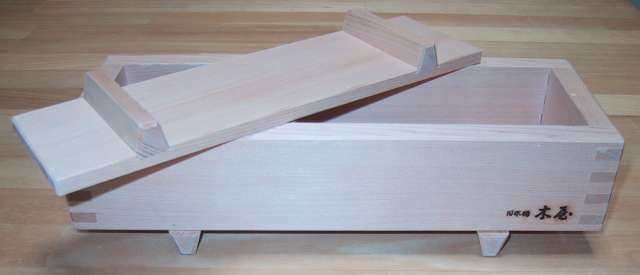
Hölzerne Form zur Herstellung von Oshi-Sushi

Beim Oshi-Sushi (押し寿司, Oshi-Zushi, dt. „Press-Sushi“) werden Sushireis, marinierter Fisch und andere Zutaten wie etwa Perillablätter lagenweise in eine hölzerne Form gelegt und, mit Gewichten belegt, für geraume Zeit gepresst. Der entstehende Laib wird vor dem Essen in mundgerechte Stücke geschnitten.

### Tekka donburi
Tekka donburi (鉄火丼) ist „Sushi in der Schüssel“, also gesäuerter Reis, rohe Thunfischscheiben und Noristücke – eine beliebte Zubereitung für Sushi zu Hause. „Tekka“ bedeutet glühendes Eisen. Diesen Namen erhielt es, weil die Streifen des rohen Thunfischs auf dem Reis rot leuchten.

## Zutaten
- Sushi-Reis (Kome, auch Ketan oder Nikishi) ist ein spezieller rundkörniger Reis aus Japan mit sehr gutem Klebeverhalten. Die Zubereitung des Reises ist die hohe Kunst des Sushi, weshalb bei der Ausbildung zum Sushi-Koch ein großer Teil der Zeit darauf verwendet wird.
- Sushi-zu: Eine Würzmischung aus Reisessig, Zucker und Salz, evtl. Mirin, mit der der Reis versetzt wird.
- Nori-Blätter: industriell hergestellte quadratische Platten aus getrocknetem und gerösteten grünem Seetang.
- Fisch: Für Sushi eignet sich nur Meeresfisch bester Qualität. Der Fisch muss in einer Frische vorliegen, bei der er nahezu geruchlos ist. Sehr beliebt sind Lachs (Sake oder auch Shake, der in Japan allerdings nicht traditionell ist) und Thunfisch (Maguro); der fettere, aber auch teurere Thunfischbauch wird auch Toro genannt. Sehr beliebt sind auch der (junge) Gelbschwanz (Hamachi) sowie der zu den Quallenfischen gehörende Ibodai (Psenopsis anomala, Japanese butterfish). Schwieriger wird es bei Meerbrassen (Tai, im engeren Sinne Pagrus major) und anderen Fischen, die das warme Wasser bevorzugen. Weitere Fisch- bzw. Meeresfrüchtesorten sind: Kalmar (Ika), Octopus (Tako), eingelegte Makrele (Saba), Tiefseegarnelen (Amaebi), Herzmuschel (Torigai), Krabbenfleisch bzw. Krebsfleisch (Kani), Garnele (Ebi), Jakobsmuschel (Hotategai), Wolfsbarsch (Suzuki), Hornmuschel (Hokkigai), gegrillter Aal (Unagi), Meeraal (Anago), Archenmuschel (Akagai), rote japanische Trogmuschel (Aoyagi). Neben Fischen werden auch Rogen (Fischeier) vom Lachs (Ikura) oder fliegenden Fischen (Tobiko), Muscheln, Garnelen, Seewalzen, Seeigeleier, bestimmte Arten von Quallen und andere Meeresfrüchte verwendet. Nicht alle Fischarten können roh verzehrt werden. Insbesondere Süßwasserfisch wird wegen der Parasitengefahr auch gegrillt (gebraten), gekocht oder eingelegt serviert.
- Gemüse: Besonders Maki werden gerne mit Gemüse gefüllt. Geeignet sind hier unter anderem Gurke (Kappa), Karotte (Ninjin), eingelegte Klettenwurzel (Gobo), eingelegter Rettich (Daikon), Avocado und eingelegter oder getrockneter Kürbis (Kampyo).
- Tamagoyaki: Süßes Omelett, das mit Dashi, Sojasauce und Mirin gewürzt und schichtweise in einer Pfanne gebraten wurde. Die rechteckigen Scheiben werden ebenfalls auf Reis als Nigiri-Sushi serviert.
- Wasabi: Scharfe Paste aus grünem, japanischem Meerrettich. Wasabi wird vom Koch bereits bei der Zubereitung des Sushi hinzugegeben, oft kann jedoch vom Gast „nachgewürzt“ werden, indem dieser Wasabi auf das Sushi aufbringt oder in der Sojasauce auflöst. In hochpreisigen Restaurants wird Wasabi jedoch in der Regel nicht separat dazu gereicht.
- Gari: Süß-sauer und in feinsten Scheiben eingelegter Ingwer, der zwischen den einzelnen Rollen verzehrt wird, um den Gaumen zu neutralisieren.

## Gesundheitsaspekte des Sushi-Verzehrs
Da seit Ende des 20. Jahrhunderts das Angebot von Sushi-Produkten in Sushi-Bars, japanischen Spezialitätenrestaurants etc. zugenommen hat, kam auch die Frage nach den gesundheitlichen Aspekten dieser Lebensmittelgruppe auf, deren Hauptanteil aus rohem Fisch besteht. Das staatliche Veterinäruntersuchungsamt Krefeld hatte deshalb 2004 Sushi-Zubereitungen sensorisch, mikrobiologisch, chemisch-physikalisch und parasitologisch untersucht. Dabei ergab sich, dass über 70 % der untersuchten Sushi-Erzeugnisse in einem unbedenklichen Zustand vorlagen. Sensorisch zeigten sich bei der Überprüfung der Produkte vor der Zubereitung keine Besonderheiten. Rund 83 % der Sushi-Produkte wiesen unbedenkliche Gesamtkeimzahlen auf. Doch zeigten die Untersuchungen auch, dass die Keimzahlen während des Zubereitungsprozesses schnell ansteigen. Das Veterinäruntersuchungsamt Krefeld kam zu dem Ergebnis, dass Herstellung und Verzehr von Sushi aus frischem oder gefrorenem Fisch kein Problem darstellt, wenn optimale hygienische Bedingungen eingehalten werden. Der verwendete Wasabi wirkt zudem auf natürliche Weise desinfizierend.
Ein weiteres gesundheitliches Risiko stellt der Befall der rohen Fischprodukte mit Parasiten dar. Nach japanischen Untersuchungen seien durch den vermehrten Verzehr von Sushi Wurmerkrankungen wie die Anisakiasis auf landesweit einige hundert Fälle pro Jahr angestiegen. Der Mensch nimmt mit dem Verzehr von Sushi die im rohen Fisch enthaltenen winzigen Wurmeier unbemerkt auf. Aus diesen schlüpfen im menschlichen Körper die parasitischen Würmer, die – je nach Art – im ausgewachsenen Zustand sich auch unter der Haut entlangschlängeln und dort Hautreizungen hervorrufen oder (seltener) in die Lunge vordringen. Die Symptome können eventuell erst ein bis vier Jahre nach der Infektion auftreten, so dass die Betroffenen den Wurmbefall oft nicht mit dem Sushi-Verzehr in Verbindung bringen. Die Parasiten können mit Kälte abgetötet werden. Nach europäischem Lebensmittelrecht muss Fisch, der roh gegessen wird, vor dem Verkauf auf −20 °C oder darunter gekühlt und mindestens 24 Stunden auf dieser Temperatur gehalten werden. Das Tiefkühlen der betroffenen Arten ist auch in Japan inzwischen üblich.
Als problematisch sind bestimmte Algen einzustufen, mit denen die Sushi-Spezialitäten angereichert werden. Die iodreichen Algen bergen nach Ansicht von Ernährungsexperten besonders für die durch das in Europa verbreitete Iodsalz bereits ausreichend iodversorgten Europäer gesundheitliche Risiken, denn die durch übermäßigen Sushi-Verzehr aufgenommenen höheren Iodmengen können bei ihnen zu einer Überfunktion der Schilddrüse oder zu Hauterkrankungen führen. Ein maßvoller Verzehr (etwa 3 Noriblätter oder 7,5 g) wird als unbedenklich eingestuft.
Die Autoimmunkrankheit Hashimoto-Thyreoiditis (chronische Schilddrüsenentzündung) kann durch iodreiche Nahrung (wie Sushi) verschlimmert werden. Obwohl die genaue Entstehung der Erkrankung noch nicht vollständig verstanden ist, wird ein direkter Zusammenhang zwischen iodreicher Ernährung und Ausbruch der Krankheit für unwahrscheinlich gehalten.

## Ähnliche Gerichte

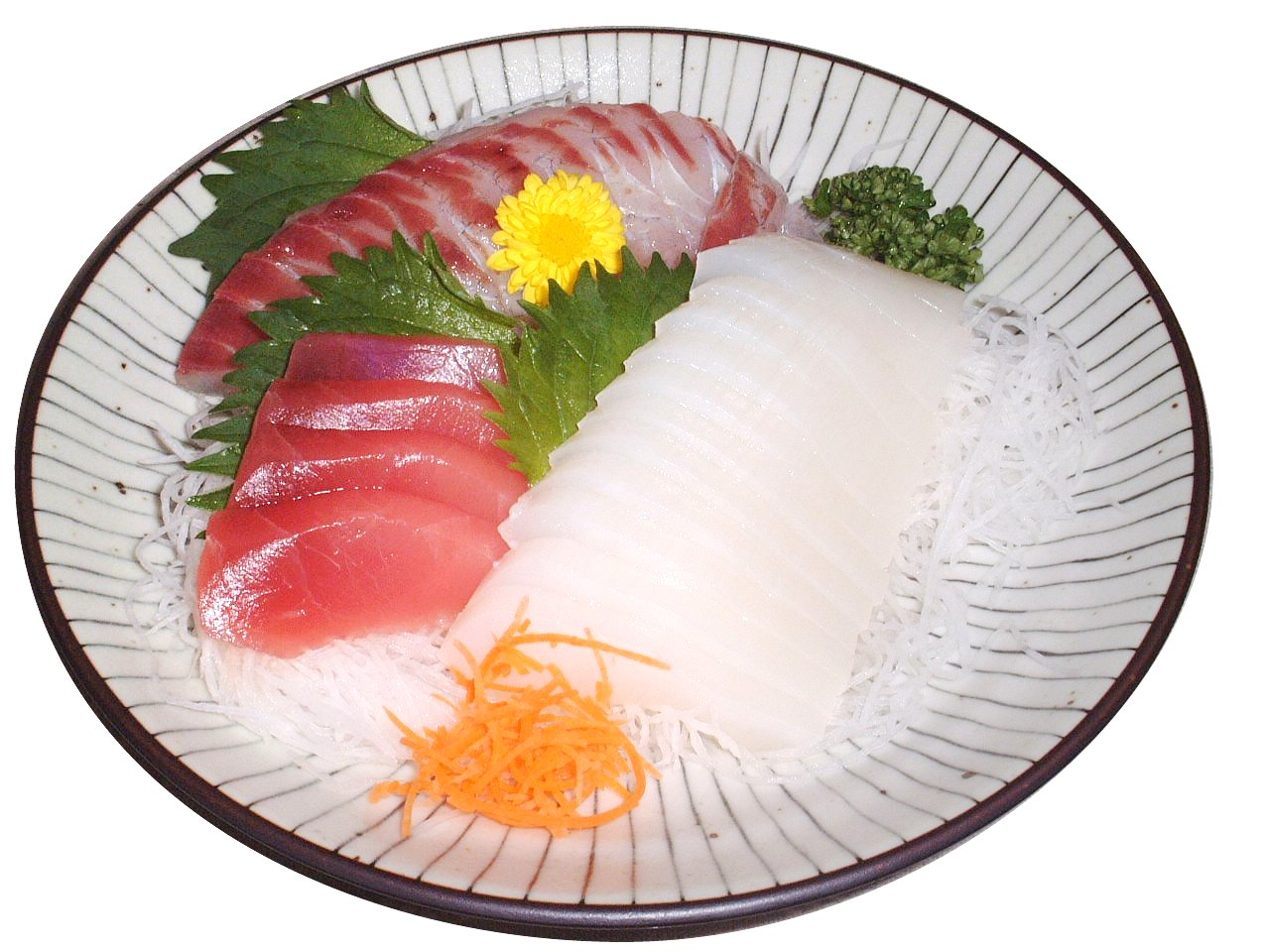
Sashimi – „Sushi“ ohne Reis

- Sashimi (刺身) wird in vielen Sushi-Kochbüchern erwähnt, ist aber kein Sushi, da es ohne Reis angerichtet wird. Sashimi besteht nur aus ästhetisch zubereitetem Fisch und Meeresfrüchten.
- Gimbap (Korea)

## Film
- Sushi. Dokumentarfilm, Deutschland, 2009, 43 Min., Buch und Regie: Christoph Weber, Johannes Backes, Johannes Bünger, Produktion: taglichtmedia, ZDF, arte, Reihe: So isst die Welt, deutsche Erstausstrahlung: 6. Oktober 2011 bei arte, Inhaltsangabe. (Memento vom 18. April 2013 im Webarchiv archive.today) von arte.